# Clunio africanus
Clunio africanus är en tvåvingeart som beskrevs av Hesse 1937. Clunio africanus ingår i släktet Clunio och familjen fjädermyggor. Inga underarter finns listade i Catalogue of Life.